# Organy światłotonowe
Organy światłotonowe (Lichtton Orgel) – instrument muzyczny z grupy elektrofonów elektromechanicznych wynaleziony w 1936 roku w Niemczech. Był to polifoniczny instrument, w którym dla każdego klawisza klawiatury przypisany był optoelektryczny generator. Światło wzbudzające prąd czujniku optycznym przepuszczane było przez wirujący szklany dysk, na którym nadrukowanych było 18 wzorców fal, które mieszane z sobą dawały częstotliwość podstawową i pewną liczbę harmonicznych. Instrument produkował dźwięki o trzech różnych brzmieniach.
Organy światłotonowe miały zbliżone cechy do współczesnych sobie organów Hammonda, jednak nie zdobyły takiej popularności.